# Старый Крупец (Гомельская область)
Старый Крупец (бел. Стары Крупец) — упразднённая деревня в Добрушском районе Гомельской области Беларуси. Входила в состав Крупецкого сельсовета.
Располагалась в 8 км на юг от районного центра Добруша и железнодорожной станции в этом городе на линии Гомель — Унеча, в 36 км от Гомеля.
Упразднена в 2014 году, на её территории вместе с деревней Новый Крупец образован агрогородок Крупец.

## Водная система
Река Крупка (приток реки Жгунь).

## Транспортная система
Рядом автодорога Добруш — Тереховка. В деревне 345 жилых домов (2004 год). Планировка состояла из прямолинейной улицы с направленностью с юго-запада на северо-восток, к ней с севера и юга примыкали несколько коротких улиц. Застройка двухсторонняя, деревянными домами усадебного типа. В 1986 году построены кирпичные дома на 100 квартир, в которые были переселены жители с загрязнённых после катастрофы на Чернобыльской АЭС территорий.

## Улицы
- Брагинская
- Заводская
- Комсомольская
- Кооперативная
- Крестьянская
- Молодёжная
- Остроглядовская
- пер. Кооперативный
- Полевая
- Пролетарская
- Пушкинская
- Советская
- Садовая

## История
В центре деревни, на берегу реки, археологами обнаружено городище раннего железного века и Киевской Руси.
По письменным источникам деревня известна с начала XVIII века как село Крупец Речицкого повета Минского воеводства Великого княжества Литовского. Во 2-й половине столетия деревня была разделена на две — Старый Крупец и Новый Крупец. После 1-го раздела Речи Посполитой (1772 год) в составе Российской империи. В 1776 году работала корчма, деревня находилось во владении фельдмаршала графа П. А. Румянцева-Задунайского. С 1834 года владение фельдмаршала графа И. Ф. Паскевича. В 1795 году в Белицком уезде Могилёвской губернии. В 1804 году построена церковь. В 1816 году в Добрушской экономии Гомельского имения. В середине XIX века вместо старого здания церкви было построено (сохранилась до настоящего времени) новое. В 1897 году в деревне находился хлебозапасный магазин, 2 ветряные мельницы, 2 кузницы, круподробилка, лавка и корчма. Входила в состав Гомельского уезда. При пожаре в 1908 году сгорело 25 дворов. В 1909 году — в Кормянской волости.
С 8 декабря 1926 года по 30 декабря 1927 года являлась центром Старокрупецкого Добрушского, с 4 августа 1927 года Гомельского районов Гомельского округа, с 20 февраля 1938 года — Гомельской области.
В 1929 году был организован колхоз.
Во время Великой Отечественной войны оккупанты убили 15 мирных жителей. В бою за деревню в октябре 1943 года погибло 62 советских солдата, которые были похоронены в братской могиле в центре деревни. На фронтах и в партизанской борьбе погибли 270 жителей. В память о погибших в 1967 году установлен обелиск и 2 стелы с их именами.
Центр колхоза «Беларусь». На территории деревни размещаются средняя школа, библиотека, амбулатория, детский сад.
В 2014 году деревни Новый Крупец и Старый Крупец были упразднены и на их территории образован агрогородок Крупец.

## Население
- 1795 год — 584 жителя
- 1816 год — 133 двора, 675 жителей
- 1834 год — 153 двора, 832 жителя
- 1858 год — 168 дворов, 877 жителей
- 1881 год — 233 двора
- 1897 год — 280 дворов, 1614 жителей (согласно переписи)
- 1909 год — 318 дворов
- 1926 год — 313 дворов
- 1959 год — 695 жителей (согласно переписи)
- 2004 год — 345 дворов, 813 жителей

## Достопримечательность
- Свято-Троицкая церковь (середина XIX века)[2][3] —  Историко-культурная ценность Республики Беларусь, шифр 313Г000275
- Братская могила (1943) —  Историко-культурная ценность Республики Беларусь, шифр 313Д000276

### Памятник, скульптура
- Памятник землякам, погибшим в Великой Отечественной войне